# Ordinul Bath

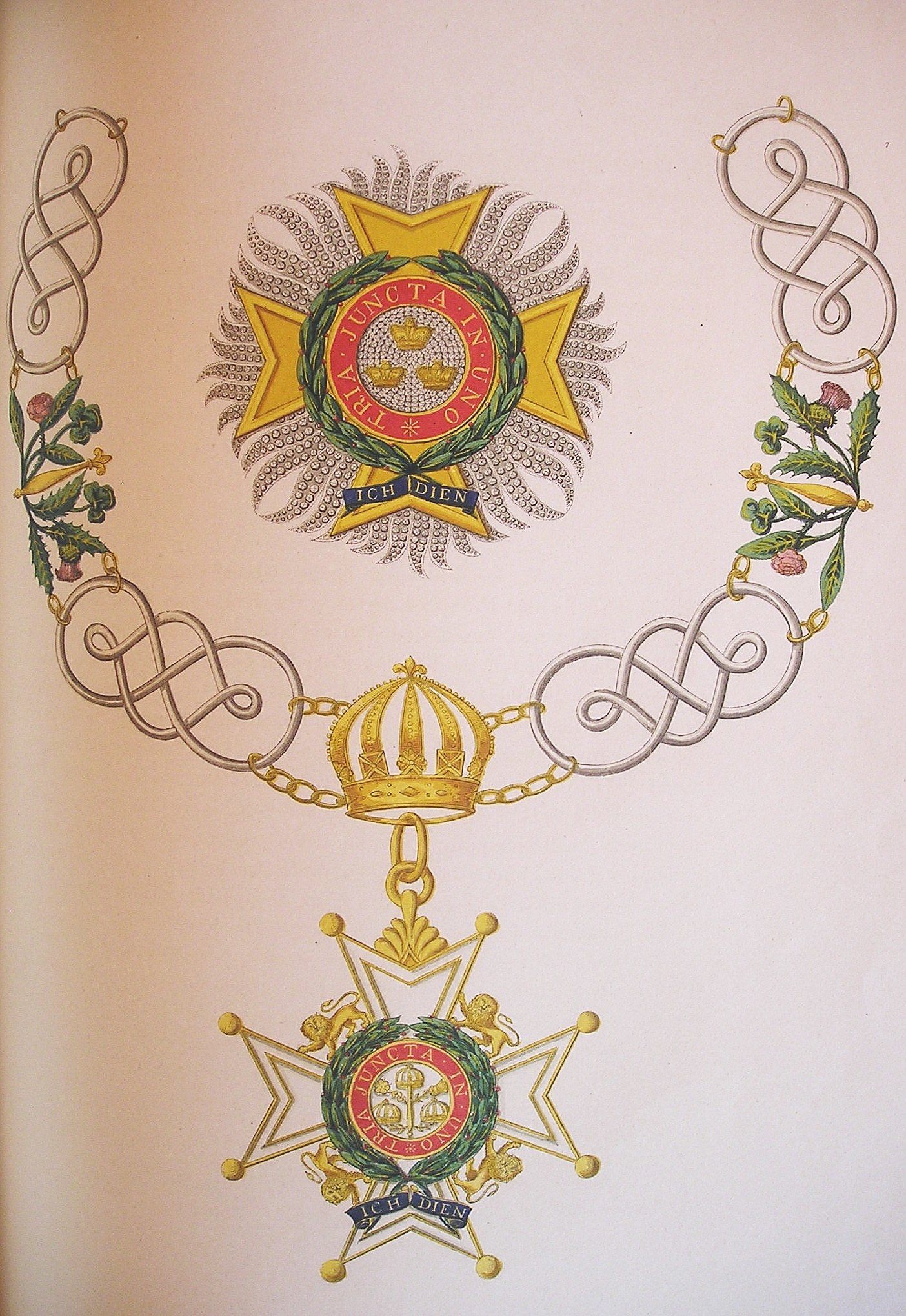
Ordinul Bath

Ordinul Bath (engl. "The Most Honourable Order of the Bath") este o distincție militară britanică care a fost acordată pentru prima oară în 1399 de regele Henric al IV-lea al Angliei. Ordinul are trei grade și se acordă mai ales militarilor sau funcționarilor înalți de stat pentru merite deosebite.

## Gradele ordinului
1. Knight Grand Cross sau Dame Grand Cross  (GCB)
2. Knight Commander (KCB) sau Dame Commander (DCB)
3. Companion (CB)

## Personalități marcante decorate
- Harold Alexander, 1. Earl Alexander of Tunis, GCB
- Robert Baden-Powell, 1. Baron Baden-Powell, KCB
- David Beatty, 1. Earl Beatty, GCB
- Charles Beresford, 1. Baron Beresford, GCB
- Alan Brooke, 1. Viscount Alanbrooke, GCB
- George H. W. Bush, GCB (onorific)
- Nicolae Ceaușescu, GCB (onorific, ulterior retras)
- Hugh Dowding, 1. Baron Dowding, GCB
- John Arbuthnot Fisher, 1. Baron Fisher, GCB
- Bernard Freyberg, 1. Baron Freyberg, KCB
- Sir John Bagot Glubb („Glubb Pascha“), KCB
- Abdullah Gül, GCB (onorific)
- Douglas Haig, 1. Earl Haig, GCB
- Gustav Heinemann, GCB (onorific)
- Hirohito, GCB (onorific)
- Charles Henry Knowles, 2. Baronet of Banbury, GCB
- Sir Max Horton, GCB
- John Hunt, Baron Hunt of Tanworth, GCB
- Sir Mike Jackson, GCB
- Herbert Kitchener, 1. Earl Kitchener of Khartoum, GCB
- T. E. Lawrence, CB
- Douglas MacArthur, GCB (onorific)
- Louis Mountbatten, 1. Marquess of Milford Haven, GCB
- Louis Mountbatten, 1. Earl Mountbatten of Burma, GCB
- Robert Mugabe, KCB (onorific, ulterior retras)
- Horatio Nelson, 1. Viscount Nelson
- George S. Patton, GCB
- Hugo von Pohl, CB (onorific)
- Colin Powell, KCB (onorific)
- Sir Neil Ritchie, KCB
- Georgi Konstantinowitsch Schukow, GCB (onorific)
- Guy Simonds, CB
- Timothy Laurence, CB
- Iosip Broz Tito, GCB (onorific)
- Sir Henry Hugh Tudor, KCB
- Charles Tupper, CB
- Lech Wałęsa, GCB (onorific)
- Fabian Ware, CB
- Garnet Wolseley, 1. Viscount Wolseley, GCB